# Svetlja
Svetlja (bulgariska: Светля) är ett vattendrag i Bulgarien.   Det ligger i regionen Pernik, i den västra delen av landet, 40 km sydväst om huvudstaden Sofia.
Omgivningarna runt Svetlja är en mosaik av jordbruksmark och naturlig växtlighet. Runt Svetlja är det ganska glesbefolkat, med 45 invånare per kvadratkilometer.